# Heinrich Stillings Jünglingsjahre

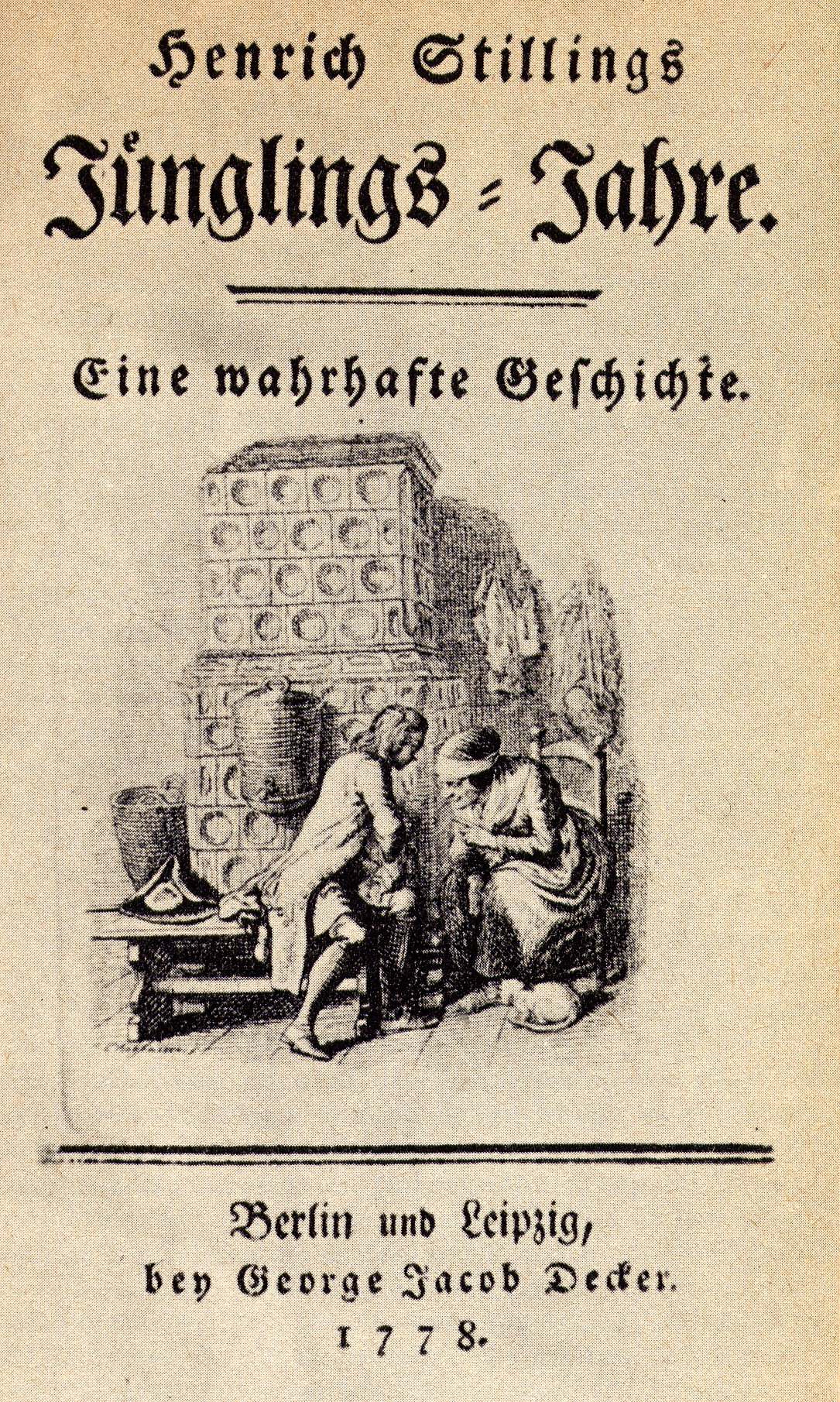
Titelbild der Erstausgabe von Henrich Stillings Jünglings-Jahre aus dem Jahr 1778 (anonymer Stich): Großmutter Margaretha tröstet den unglücklichen Henrich.

Heinrich Stillings Jünglingsjahre (ursprünglich Henrich Stillings Jünglings-Jahre) ist der zweite Teil der Autobiographie von Johann Heinrich Jung (genannt Jung-Stilling), erschienen 1778. Als Fortsetzung von Heinrich Stillings Jugend (1777) reicht er vom Tod seines Großvaters, als er elf, bis zum Weggang aus seiner Heimat, als er 21 Jahre alt ist. Es folgten noch Heinrich Stillings Wanderschaft (1778), Heinrich Stillings häusliches Leben (1789), Heinrich Stillings Lehrjahre (1804).

## Übersicht
Der erste Abschnitt beschreibt sehr kurz die Situation zu Hause nach Großvaters Tod und Henrichs vierjährige Zeit in der Lateinschule, ausführlicher seine erste Stelle als Schulmeister. Der Rest des Buches beschreibt den ähnlich langen Zeitraum, als Henrich immer wieder versucht, dauerhaft als Lehrer zu arbeiten, bis er am 12. April 1762 nach Pastor Stollbeins Tod auswandert.

## Inhalt
Henrich leidet unter den häuslichen Veränderungen, als nach Großvaters Tod seine Tante Elisabeth und ihr Mann Simon die Bewirtschaftung des Hofs übernehmen. Während sein Vater als Lehrer und Schneider arbeitet, geht Henrich vier Jahre in die Lateinschule in Florenburg. Dann verschafft ihm Pastor Stollbein eine Stelle als Schulmeister im benachbarten Zellberg. Dort hält der Vierzehnjährige einen unkonventionellen Unterricht und gewinnt die Sympathie der Kinder durch Geschichten als Belohnung dafür, dass sie vorher fleißig Lesen, Schreiben und Rechnen geübt haben. Henrich fühlt sich wohl in der schönen Landschaft und lässt sich von Bauern lokale Sagen erzählen, wie die vom Ritter und der Jungfrau. Er versteht sich auch gut mit dem Jäger Krüger, quartiert sich bei ihm ein und darf seine Bibliothek nutzen. So lernt er die Ilias kennen. Jedoch lässt der mit Krüger verfeindete Pastor, als er von deren Beziehung erfährt, Henrich im Herbst abberufen und schickt ihn in die väterliche Schneiderei zurück.
Bei seiner nächsten Stelle beim reichen Unternehmer Steifmann im weit entfernten Dorlingen ist er wegen seiner Jugend und Gutmütigkeit dem Spott und verschiedener Streiche seines Chefs, dessen Gesellen und aufmüpfiger Schüler ausgesetzt und beendet nach dem Heimaturlaub seine Anstellung vertragsgemäß. Grund für die Unterbrechung ist die Mitteilung seines Vaters, dass er wieder heiraten wird. Die neue Frau ist eine vermögende Witwe mit zwei Kindern. Im Februar reist in seinen Heimatort und wünscht seinem Vater viel Glück. Bei einem Waldspaziergang fällt er in Ohnmacht, als ihm ein fremdes Mädchen begegnet, das Dorthchen heißt und seiner Mutter ähnelt. Er nimmt an der Hochzeit in Leindorf, dem Wohnort seiner Stiefmutter Gretchen teil, mit der er sich gut versteht.
Nach der Beendigung seiner Tätigkeit in Dorlingen leidet er zu Hause in der Schneiderei und der Landwirtschaft seiner Eltern unter der schweren körperlichen Arbeit und ist froh, 1756 in Leindorf eine Lehrerstelle zu bekommen. Aber er ist unzufrieden, weil er zu wenig Zeit für seine Privatlektüre hat, weshalb er sie in die Schule verlagert. Sein Vater kritisiert seine Gewohnheit, während der Schule Bücher zu lesen, doch sein Vorgesetzter, Pastor Dahlheim, versteht ihn und berät ihn zur Verbesserung seiner Unterrichtsmethode. Im Jahr darauf erhält er vom Preisinger Pastor Goldmann, einem weitläufigen Verwandten seiner Mutter, ein Angebot, an der dortigen schönen Schule zu unterrichten, was für den Sechzehnjährigen eine Verbesserung bedeutet. Es gefällt ihm dort gut und er wird freundlich aufgenommen. In der Bibliothek des Apothekers findet er viele neue Bücher, die seine bisherige Leseerfahrung erweitern, u. a. Zieglers Asiatische Banise. Auch fühlt er sich wohl bei seiner Zimmerwirtin, der reichen Witwe Kraft. Deren zwei Töchter Maria und Anna verlieben sich in ihn, während er noch keine feste Bindung eingehen möchte und eine lockere Liebelei moralisch nicht verantworten kann. Deshalb hält er sich, obwohl ihm Maria gefällt, freundlich zurück. Aber er gerät in eine unangenehme Situation, als die auf die Schwester eifersüchtige Anna einige Wochen seelisch erkrankt. Die Ursache, ihr Liebesleid, bleibt aber der Familie verborgen. Am Rande des Wahnsinn trägt sie Henrich zwei Gedichte vor, die ihre unglückliche Lage spiegeln: Es graste ein Schäflein am Felsenstein und Es saß auf grüner Heide Ein Schäfer grau und alt. Im Unterricht gibt Henrich sich viel Mühe, er erweitert seine Kenntnisse in Geographie und Mathematik, malt im Schulsaal eine Sonnenuhr an die Decke und lässt die Kinder spielerisch lernen. Weil man ihm ein pädagogisches Kartenspiel mit seinen Schülern falsch auslegt, wird er von vielen Eltern kritisiert und Pastor Goldmann rät ihm, von sich aus zu kündigen, um einer Untersuchung zu entgehen und seine Chance auf eine neue Stelle zu wahren. Sein Vater, der zuvor schon seinen, wie er meint, leichtfertigen Umgang mit dem Amt bemängelt hat, reagiert diesmal auf seine Rückkehr bitter und fordert von ihm sorgfältige handwerkliche Arbeiten. Henrich erfüllt diese Anforderungen, fühlt aber in seiner Seele eine Wehmut, die er nur seinem Freund Kaspar anvertrauen konnte.
Aus dieser Situation befreit ihn 1760 die Berufung zum Schulmeister in Kleefeld. Dort gerät er jedoch in zwei schwierige Situationen. Sein Kleinhovener Amtskollege Graser versucht, ihn zum Komplizen seiner Falschmünzerei zu machen, indem er vorgibt, auf alchemistischem Weg Silber machen zu können. Während er misstrauisch nicht darauf eingeht und deshalb bei der Aufdeckung des Falles nicht betroffen ist, wird er nach einem dreiviertel Jahr unschuldig und trotz der Proteste vieler Kleefelder Bauern Opfer einer Intrige des korrupten geistlichen Inspektors Weinhold. Mit der Beschuldigung, er habe sich über eine religiöse Handlung lustig gemacht, will er ihm seine Stelle wegnehmen und diese mit seinem Amtsvorgänger besetzen. Zwar durchschaut der Präsident in Salen die Machenschaften, verhindert die geplante Neubesetzung und hält den Vorwurf für nicht erwiesen, kann Henrich aber nicht im Amt halten, da Weinhold die Befugnis der Besetzung hat. Also beantragt Stilling wieder eine ehrenvolle Entlassung und klagt Pastor Goldmann sein Leid. Dieser gibt ihm zwei Empfehlungsschreiben, an seinen Sohn, Richter in Rothagen, und an den Hofprediger Schneeberg in Lahnburg.
Richter Goldmann unterhält sich mit Henrich über dessen Wunsch, zu studieren und ein akademisches Amt anzustreben. Doch er empfiehlt ihm, seinen „eitlen Stolz“ und seine „Ehrbegierde“ zu bekämpfen und einen langen Reifeweg zu beschreiten und dabei „im Stillen und Verborgenen zum Wohl der Menschen“ zu arbeiten. Er könnte ihn als Schreiber beschäftigten, doch seine Frau ist aus Gründen der Sparsamkeit dagegen. Der nächste Gesprächspartner Schneeberg bietet ihm die Verwalterstelle eines Bergwerkes mit Schmelzhütte an. Henrich ist zwar unter Kohlbrennern, Berg- und Hüttenleuten aufgewachsen und traut sich die Aufgabe zu, doch Richter Goldmann warnt ihn davor, als am Hofe Unerfahrener zum Spielball der Hofschranzen zu werden, und so lehnt er ab und kehrt 1760 nach Leindorf zurück. Dort setzt sich die alte Problematik fort: körperliche Überforderung durch harte Arbeit, die von den Eltern erwartet wird, um die größer gewordene Familie zu ernähren, Ungeduld des Vaters, der ihn gelegentlich als Gehilfen zur vom Onkel übernommenen Landmesserei mitnimmt. Aber auch das ist für ihn keine Perspektive, die ihn zufrieden stellen könnte. Die Arbeit bei einem anderen Schneidermeister, mit dessen Tochter Lieschen er traurige Lieder singt, und der Trost seiner Großmutter (Titelbild) bringen zwar Abstand zum Vater, mildern aber seinen Zustand nur vorübergehend.
Hilfe verspricht wieder einmal ein Angebot, diesmal die Aussicht, in Florenburg Rektor der Lateinschule zu werden, aber er gerät zwischen die Fronten eines Kampfes des Pastors Stollbein gegen den Gerichtsschöffen Keilhof, der Henrich nur solange unterstützt, bis er merkt, dass dieser auch der geheime Kandidat des Pastors ist, und über dessen Strategie verärgert ist. Diesen Misserfolg sieht Henrich als Zeichen Gottes, eine grundlegende Entscheidung zu treffen. Er beschließt Ostern 1762 mit Zustimmung seines Vaters: „[I]ch muss in die Fremde ziehen und sehen, was Gott mit mir vor hat“. In seinem Gedicht „Noch einmal blickt mein mattes Auge“ schaut er zum Abschied über die Landschaft seiner Heimat.

## Romantische Symbolik
Heinrich Stillings Jünglingsjahre setzt den Stil des ersten Teils fort. Die Veränderungen im Haus werden wiederum am Beispiel des eichenen Esstisches voll Segen und Gastfreiheit gezeigt, im ersten Buch schon Beispiel für die großväterlichen Hausordnung. Der Onkel räumt ihn weg und bringt einen gelben ahornen: Das sanfte Wehen des Stillingschen Geistes verwandelte sich ins Gebrause einer ängstlichen Begierde nach Geld und Gut. Auch die Alchemie wird wieder als eher Unglück bringende Sache erwähnt.
Maibuchen in der Landschaft weisen auf den Geist der verstorbenen Mutter hin. In Preising, wohin er auf Antrag eines Predigers und Verwandten seiner Mutter zieht, erwartet ihn tragische Liebe, illustriert durch das Lied vom Schäflein am Felsenstein und die Geschichte von der Bettelfrau. Seine Stimmung an den verschiedenen Orten kommt in den geschilderten Landschaften, Tageszeiten und Himmelsrichtungen zum Ausdruck. In Dorlingen, wo der gotteslästernde Stahlfabrikant wohnt, scheint die Sonne im Westen aufzugehen. Das Buch ist wie das vorige voller typisch pietistischer Wendungen, das Herz klopfte ihm kommt z. B. mehrmals vor.

## Binnenstücke
In Fortsetzung der Thematik des alten Stubentisches lässt der Autor ein Kind in der Lateinschule von seinem alten Nachbarn erzählen, den sein erwachsener Sohn vom Esstisch wegsetzen wollte. Diese Geschichte wurde durch die Brüder Grimm bekannt als Der alte Großvater und der Enkel.
In Zellberg erzählt ein Bauer die Sage von den gottlosen Rittern auf dem Kindelsberg mit dem Lied von der Jungfrau auf dem Kindelsberg, das deutlich an zwei Lieder in Heinrich Stillings Jugend erinnert. Die Brüder Grimm übernahmen sie in Deutsche Sagen (Nr. 235 Der Kindelsberg).
Die Tochter von Henrichs Zimmerwirtin in Preising drückt ihre unverstandene Liebe in dem Lied Es graste ein Schäflein am Felsenstein und einer kurzen Erzählung aus, die ebenfalls in Grimms Märchen aufgenommen wurde als Die alte Bettelfrau (Nr. 150).
In seiner schweren Zeit zu Hause nach der unverschuldeten Entlassung aus Kleefeld und der Schelte seines Vaters dichtet Henrich im Herbst Gelb ist die Trauerfarbe. Dabei bestehen wieder Anklänge an die Depression seiner Mutter auf dem Spaziergang vor ihrem Tod. Noch mehr Signalwörter in dem Gedicht Hört ihr lieben Vögelein bei Sonnenuntergang erinnern an Jorinde und Joringel (Vögelein, Bäume, Blumen, Mondenlicht, Herz, Blut, matte Sonnenstrahlen, Mondesstrahl, Morgentau), ähnlich Lieschens Vision von künftiger Armut als uneheliche Mutter (vgl. auch die Bettlerin in Heinrich Stillings Jugend).
Den Abschluss bildet Henrichs Gedicht Noch einmal blickt mein mattes Auge, das seinen Abschied von Heimat und Jugend mit Tod und ewigem Leben vergleicht.

## Werksgeschichte
Stilling veröffentlichte den zweiten Teil seiner Autobiographie Heinrich Stillings Jünglingsjahre 1778, also direkt auf seinen erfolgreichen ersten Teil Heinrich Stillings Jugend (1777), den noch sein Studienfreund Johann Wolfgang von Goethe für ihn hatte drucken lassen. Auch der dritte Teil Heinrich Stillings Wanderschaft folgte noch 1778.

## Erwähnte Orte und Bücher
Zellberg ist Lützel, Dorlingen ist Himmelmert bei Plettenberg, Leindorf ist Kredenbach, Preising ist Dreis-Tiefenbach, Kleefeld ist Klafeld (heute Teil von Geisweid, Stadtteil von Siegen), Florenburg ist Hilchenbach, Schönenthal ist Elberfeld.
Stilling liest bei Krüger Homer mit Entzücken und erwähnt als frühere Lektüre Vergil. Er liest Mathematik von Tobias Beutel, Nicolas Bion, liest seinen Schülern die Bibel, Kaiser Oktavianus, Die schöne Magelone, Ilias vor und redet mit Krüger über Paracelsus, Jakob Böhme, Graf Bernhard. Der Betrüger Graser hat ein Buch des Alchemisten Basilius Valentinus. Bei dem bösen Steifmann findet er nur eine Bibel und Zions Lehr und Wunder von Doktor Mehl.
In Leindorf liest er Geographie und Christian Wolffs Mathematik. Er erwähnt, dass er bisher Kirchenhistorie, Martergeschichten, Lebensbeschreibungen frommer Menschen, alte Kriegshistorien vom Dreißigjährigen Krieg kennt, poetisch nur Eulenspiegel, Kaiser Oktavianus, Reineke Fuchs. Deshalb liest er jetzt Die Asiatische Banise von Heinrich Anshelm von Ziegler und Kliphausen und Des Christlichen Teutschen Groß-Fürsten Herkules und des Böhmischen Königlichen Fräulein Valiska Wundergeschichte von Andreas Heinrich Bucholtz.
Er nennt noch Gottfried Arnolds Leben der Altväter und Unpartheyische Kirchen- und Ketzerhistorie, den Heidelberger Katechismus, Friedrich Adolf Lampe.